# Lagynopteryx viduaria
Lagynopteryx viduaria là một loài bướm đêm trong họ Geometridae.